# Ронсе
Ро́нсе (нидерл. Ronse, МФА: [ˈrɔnsə]; фр. Renaix — Рене) — город в Бельгии. Это самый густонаселённый льготно-языковой регион во Фландрии. Хотя по площади (34,5 км²) он уступает Вурену (50,3 км²), его население значительно больше: 25 тыс. чел. Имеет языковые льготы для франкофонов. В Ронсе проживают порядка 75 % «льготных» франкофонов к северу от языковой границы страны, не считая муниципалитеты Брюссельской периферии. С начала 2000-х годов этноязыковой конфликт между фламандцами и франкофонами резко обострился.

## История
До римских завоеваний Юлия Цезаря местность в округе современного Ронсе населяли нервии (одно из местных кельтских племён), которые подверглись романизации. Нашествия германцев (франков) с конца V века н. э. значительно потеснили местное романское население, но полностью его не уничтожили.
Романоязычное (пикардское, затем с приходом массового образования — французское) сохранялось в городе на протяжении Средних веков и в Новое время. По этой причине после передачи Ронсе Фландрии в результате фиксации в 1963 г. бельгийской языковой границы были сохранены определённые языковые льготы для франкофонов. С VII века в Ронсе проводится праздничное шествие Фиртел.
В настоящее время[уточнить], по оценкам, французский считают родным от 20 до 25 % постоянного населения муниципалитета (около 6 тыс. чел). При этом в выходные дни эта цифра достигает 30—40 %, так как жители соседних валлонских деревень приезжают в город за покупками (Ронсе расположен ближе к ним, чем их «законный» административный райцентр Турне). В последнее время в Ронсе также осело немало бывших франкоязычных брюссельцев, ищущих спокойной жизни вдали от шумной столицы.
Местные фламандские власти реагируют на процесс «галлизации» крайне болезненно. Мэр города Люк Дюпон даже призвал Ива Летерма (премьер-министр) запретить любое использование французского языка в муниципалитете. Дело в том, что 78 % бездомных в городе — франкофоны, равно как и 50 % безработных. При этом общий уровень безработицы в муниципалитете (11 %) — самый высокий во Фландрии, где он обычно колеблется в пределах 4—6 %.

## География
Город Ронсе находится в центральной Бельгии, на крайнем юге провинции Восточная Фландрия региона Фландрия, в округе Ауденарде. Площадь города составляет 34,5 км². Численность населения равна 24.639 человек (на 2008 год). Плотность населения — 715 чел./км².

## Языковой конфликт
В отличие от быстро офранцуженных льготно-языковых коммун Брюссельской периферии, после 1963 года доля франкофонов в Ронсе постепенно сокращалась из-за их более низкой рождаемости. Тем не менее, влияние французского языка в регионе остаётся существенным и для большинства его населения (особенно молодёжи) характерно спонтанное двуязычие, то есть абсолютно свободное владение двумя языками в любых ситуациях. Тем не менее, из-за разразившегося политического кризиса в 2009—2010 годах преимущественно фламандская администрация города начала проводить демонтаж двуязычных указателей, стирая надписи на французском. Мэр города обратился с призывом полностью ликвидировать языковые льготы для франкофонов. На бытовом уровне тема владения языками фактически превратилась в табу.

## Знаменитые уроженцы
В Ронсе родились композиторы Чиприано де Роре и Ролан Кардон.

## Города-партнёры
- Клеве
- Сэндвич
- Сен-Валери-сюр-Сомм
- Яблонец-над-Нисой
- Мсакен